# Killzone: Liberation
Killzone: Liberation é um jogo eletrônico de tiro em terceira pessoa sequência direta de Killzone. Killzone: Liberation foi lançado exclusivamente para a PlayStation Portable em 31 de Outubro de 2006 na América do Norte e 3 de Novembro na Europa distribuído pela Sony Computer Entertainment. Em 5 de Março de 2009 o jogo foi avaliado para download na PlayStation Store. Uma versão emulada do jogo foi lançada em 20 de Junho de 2023 para PlayStation 4 e PlayStation 5.

## História
Dois meses após o primeiro Killzone, os helghast foram abordados num pesado golpe, mas a guerra está longe de acabar. O inimigo ainda controla grande parte do planeta Vekta e embora as tropas I.S.A. estejam lutando arduamente, estão perdendo cada vez mais territórios. O Imperador Helghast, Scolar Visari, contratou Armin Metrac para fortalecer ainda mais sua posição. Controlando Jan Templar, os jogadores serão enviados em uma operação para salvar reféns capturados por Metrac, enquanto as tropas da I.S.A. continuam lutando para manter seus territórios. São 5 capítulos divididos em 4 fases onde os jogadores deverão eliminar a resistência Helghast.